# Erzbistum Pointe-Noire
Das Erzbistum Pointe-Noire (lateinisch Archidioecesis Nigrirostrensis, französisch Archidiocèse de Pointe-Noire) ist eine in der Republik Kongo gelegene römisch-katholische Erzdiözese mit Sitz in Pointe-Noire.

## Geschichte
Papst Leo XIII. errichtete am 14. Oktober 1890 aus Gebietsabtretungen des Apostolischen Vikariates Französisch-Kongo das Apostolische Vikariat Nieder-Französisch-Kongo errichtet. Am 22. April 1907 wurde das Apostolische Vikariat Nieder-Französisch-Kongo in Apostolisches Vikariat Loango und am 20. Januar 1949 in Apostolisches Vikariat Pointe-Noire umbenannt.
Am 14. September 1955 wurde das Apostolische Vikariat Pointe-Noire durch Papst Pius XII. mit der Apostolischen Konstitution Dum tantis zum Bistum erhoben und dem Erzbistum Brazzaville als Suffraganbistum unterstellt. Das Bistum Pointe-Noire gab am 5. Dezember 1983 Teile seines Territoriums zur Gründung des Bistums Nkayi ab.
Papst Franziskus erhob das Bistum Pointe-Noire am 30. Mai 2020 in den Rang eines Erzbistums und Metropolitansitzes mit den Suffraganbistümern Dolisie und Nkayi.

## Ordinarien

### Apostolische Vikare von Nieder-Französisch-Kongo
- Antoine-Marie-Hippolyte Carrie CSSp, 1890–1903
- Louis-Jean-Joseph Derouet CSSp, 1907

### Apostolische Vikare von Loango
- Louis-Jean-Joseph Derouet CSSp, 1907–1914
- Léon-Charles-Joseph Girod CSSp, 1915–1919
- Henri Friteau CSSp, 1922–1946
- Jean-Baptiste Victor Fauret CSSp, 1947–1949

### Apostolische Vikare von Pointe-Noire
- Jean-Baptiste Victor Fauret CSSp, 1949–1955

### Bischöfe von Pointe-Noire
- Jean-Baptiste Victor Fauret CSSp, 1955–1975
- Godefroy Émile M’Pwati, 1975–1988
- Georges-Firmin Singha, 1988–1993
- Jean-Claude Makaya Loembe, 1994–2011
- Miguel Angel Olaverri Arroniz SDB, 2011–2013 Apostolischer Administrator, 2013–2020

### Erzbischöfe von Pointe-Noire
- Miguel Angel Olaverri Arroniz SDB, 2020–2024
- Abel Liluala, seit 2024

## Statistik
| Jahr | Bevölkerung | Bevölkerung | Bevölkerung | Priester     | Priester         | Priester       | Priester               | Ständige Diakone | Ordensleute  | Ordensleute      | Pfarreien |
| Jahr | Katholiken  | Einwohner   | %           | Gesamtanzahl | Diözesanpriester | Ordenspriester | Katholiken je Priester | Ständige Diakone | Ordensbrüder | Ordensschwestern | Pfarreien |
| ---- | ----------- | ----------- | ----------- | ------------ | ---------------- | -------------- | ---------------------- | ---------------- | ------------ | ---------------- | --------- |
| 1950 | 3.598       | 70.274      | 5,1         | 42           | 8                | 34             | 85                     |                  | 40           | 14               |           |
| 1970 | 150.923     | 456.407     | 33,1        | 64           | 8                | 56             | 2.358                  |                  | 72           | 50               |           |
| 1978 | 200.000     | 590.000     | 33,9        | 30           | 7                | 23             | 6.666                  |                  | 26           | 45               | 20        |
| 1990 | 190.000     | 400.000     | 47,5        | 18           | 7                | 11             | 10.555                 |                  | 13           | 21               | 13        |
| 1997 | 373.658     | 700.000     | 53,4        | 44           | 33               | 11             | 8.492                  |                  | 30           | 24               | 34        |
| 2000 | 389.000     | 728.000     | 53,4        | 40           | 24               | 16             | 9.725                  |                  | 24           | 27               | 55        |
| 2001 | 641.000     | 1.200.000   | 53,4        | 50           | 39               | 11             | 12.820                 |                  | 14           | 38               | 45        |
| 2002 | 400.000     | 800.000     | 50,0        | 51           | 38               | 13             | 7.843                  |                  | 15           | 45               | 43        |
| 2003 | 900.000     | 1.800.000   | 50,0        | 42           | 30               | 12             | 21.428                 |                  | 13           | 40               | 34        |
| 2004 | 1.000.000   | 2.000.000   | 50,0        | 43           | 31               | 12             | 23.255                 |                  | 16           | 45               | 35        |